# Ny1 Canis Majoris
Ny1 Canis Majoris (ν1 Canis Majoris, förkortat Ny1 CMa, ν1 CMa) som är stjärnans Bayerbeteckning, är en dubbelstjärna belägen i den mellersta delen av stjärnbilden Stora hunden. Den har en kombinerad skenbar magnitud på 5,70 och är svagt synlig för blotta ögat där ljusföroreningar ej förekommer. Baserat på parallaxmätning inom Hipparcosuppdraget på ca 9,3 mas, beräknas den befinna sig på ett avstånd av ca 350 ljusår (ca 110 parsek) från solen.

## Egenskaper
Primärstjärnan Ny1 Canis Majoris A är en gul till vit jättestjärna av spektralklass G8 III. Den har en radie som är ca 9 gånger större än solens och utsänder från dess fotosfär ca 8 gånger mera energi än solen vid en effektiv temperatur på ca 6 090 K.
Följeslagaren, Ny1 Canis Majoris B, är en gulvit stjärna i huvudserien eller underjätte av spektralklass F3 IV-V med en skenbar magnitud på 7,61. Den var 2011 separerad med 17,29 bågsekunder från primärstjärnan vid en positionsvinkel på 264,2°.